# Посёлок дома отдыха «Горки»

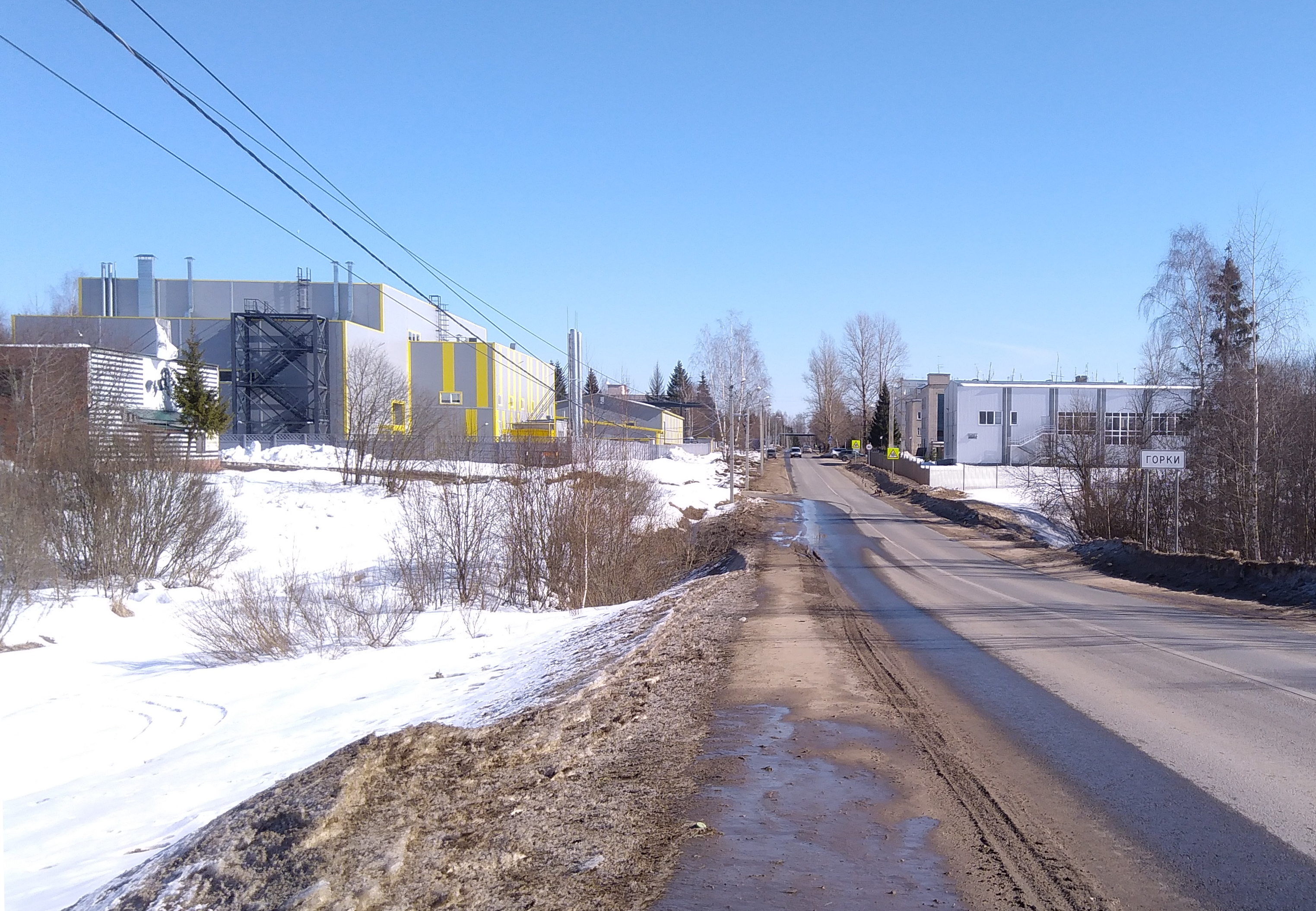
Со стороны Рогачёвского шоссе.

Посёлок дома отдыха «Горки» (Горки-25) — посёлок в Габовском сельском поселении Дмитровского района Московской области. Население — 3729 чел. (2021).

## История
В 42-х километрах от Москвы в Дмитровском районе расположен (до октября 2011 закрытый) военный городок ВМФ Горки-25. 
Не так давно эта местность называлась Горки Рогачёвские. В XVIII веке она носила название Горки Яньковские — по фамилии хозяина имения Д. И. Янькова.
Сама местность, где раньше находилась усадьба (территория нынешнего санатория ВМФ «Фрегат»), представляет собой возвышенность в виде небольшой горки, южные и восточные склоны которой круто спускаются к речке, а северные и западные — более отлогие. С юга и востока горку омывает небольшая речка Волгуша, которая имеет преимущественно невысокие берега. Волгуша берёт начало возле села Озерецкого Дмитровского района Московской области из болот, лежащих вокруг озера Нерского. Вода в Волгуше прозрачная, студёная, как в горной реке. Стремительно несёт она свои воды среди лесных холмов Клинско-Дмитровской гряды.
Первые документальные «следы» селений Горковского имения — сельца Горки и деревни Левково — обнаруживаются в источниках первой четверти XVII столетия. Так, в выписках Н. В. Голицына из «Писцового описания Дмитровского уезда», проводимого в 1627—1629 годах по Каменскому стану, за стольником Андреем Артемьевичем Измайловым записаны: сельцо (бывшая деревня) «Горки» и деревня «Лехково Пивково тож», которые вместе с пустошами: б. д. Сброднево на реке Волгуше, Семендяково Семенково тож у озерка Скобелевского, Санково, Бабурино, б. д. Микулино на реке Гузомойке и Гребельниково, даны были ему в вотчину «за Московское осадное сиденье при царе Василии» (в 1610—1611 гг.).
Деревня «Лехково Пивково тож» в этих книгах записана и за Стольником Семеном Артемьевичем Измайловым, была дана ему вместе с сельцом Поскотино «за Московское осадное сиденье Королевича приходу» то есть в 1619 году. Я предполагаю, что указанное сельцо Поскотино — это «след» современной деревни Походкино, которая, как мы видели выше, перед реформой «освобождения» входило в состав Горковского имения. Тот факт, что Горки, Левково и Походкино в этом описании значатся как пожалованные частным лицом за определённые заслуги государственного характера (за службу царям во время Польско-Литовской интервенции первой четверти XVII столетия), свидетельствуют нам о том, что до этого они были «дворцовыми» и, вероятно, в числе тех «численных деревень» — Удино и Гульнево, о которых пишет Тихомиров. Что касается деревень Старо и Свистуха-Борисовка, то о них как о населённых местностях мы впервые узнаем по «Исповедным книгам» второй половины XVII в. В «Исповедных ведомостях» от 1766 года они записаны как деревни Горковского церковного прихода. Причём владельцем их был владелец Горковского имения А. Д. Яньков. Следовательно, они (Старо и Борисовка) являлись тогда составной частью Горковского имения, в котором подошли к реформе «освобождения» крестьян от крепостной зависимости.

## Население
| 2002 | 2006  | 2010  | 2021  |
| ---- | ----- | ----- | ----- |
| 3556 | ↗5535 | ↘3778 | ↘3729 |

## Транспорт
Посёлок связан автобусным сообщением с районным центром — городом Дмитровом и посёлком городского типа Икша (маршрут № 32), а также с городом Москвой (метро «Алтуфьево», маршрут № 270).

## Спорт
- Любительская футбольная команда — Олимпия Горки-25
- Спортивные секции для молодежи под руководством Дудкина А. И. и Кукиной Г. А.

## Достопримечательности

### Музей боевой и трудовой славы
Музей расположен в Каменской средней общеобразовательной школе № 2 по адресу: 141897, Дмитровский район, п/о Горки-25.
Открыт 21 февраля 1981 года, площадь музея — 36 м². Телефон: +7 (096-22) 6-39-54.
Экспозиция
- Начало Великой Отечественной войны
- Разгром немецких захватчиков под Москвой
- Бой за Белый Раст
- Великая Победа
- По местам воинской славы
- 64-я морская бригада
- 24-я танковая бригада
- Учителя-фронтовики
- Тыл — фронту
- Сафонов М. А.

Экспонаты основного фонда
фотографии, письма, печатные издания прошлых лет, альбомы, книги, картины, рисунки и др.

### Церковь Николая Чудотворца
В Горках в 1736 году была построена церковь Николая Чудотворца. В 1810 году она была перестроена в стиле классицизма.